# Campionati del mondo di ciclismo su pista 2022 - Corsa a punti maschile
La corsa a punti maschile ai Campionati del mondo di ciclismo su pista 2022 si è svolta il 14 ottobre 2022 su un percorso di 160 giri, per un totale di 40 km/h con sprint intermedi ogni 10 giri, di cui l'ultimo con punti doppi. La vittoria è andata all'olandese Yoeri Havik, che ha concluso il percorso con il tempo di 46'15" alla media di 51,892 km/h.
Accreditati alla partenza 21 ciclisti di federazioni diverse, dei quali 19 hanno completato la gara.

## Podio
| Pos.    | Atleta                | Nazionalità |
| ------- | --------------------- | ----------- |
| Oro     | Yoeri Havik           | Paesi Bassi |
| Argento | Roger Kluge           | Germania    |
| Bronzo  | Fabio Van Den Bossche | Belgio      |

## Risultati
| Posizione | Atleti                | Nazione       | Punti giro | Punti sprint | punti totali |
| --------- | --------------------- | ------------- | ---------- | ------------ | ------------ |
| 1         | Yoeri Havik           | Paesi Bassi   | 60         | 16           | 76           |
| 2         | Roger Kluge           | Germania      | 40         | 27           | 67           |
| 3         | Fabio Van Den Bossche | Belgio        | 40         | 24           | 64           |
| 4         | Corbin Strong         | Nuova Zelanda | 40         | 22           | 62           |
| 5         | William Perrett       | Gran Bretagna | 40         | 21           | 61           |
| 6         | Grant Koontz          | Stati Uniti   | 40         | 7            | 47           |
| 7         | Gustav Johansson      | Svezia        | 40         | 0            | 40           |
| 8         | Wojciech Pszczolarski | Polonia       | 20         | 14           | 34           |
| 9         | Michele Scartezzini   | Italia        | 20         | 7            | 27           |
| 10        | Valère Thiébaud       | Svizzera      | 20         | 2            | 22           |
| 11        | Mykyta Yakovlev       | Ucraina       | 20         | 2            | 22           |
| 12        | Alon Yogev            | Israele       | 20         | 1            | 21           |
| 13        | Mathias Guillemette   | Canada        | 0          | 16           | 16           |
| 14        | Thomas Boudat         | Francia       | 0          | 11           | 11           |
| 15        | João Matias           | Portogallo    | 0          | 10           | 10           |
| 16        | Iván Ruiz             | Argentina     | 0          | 1            | 1            |
| 17        | James Moriarty        | Australia     | -40        | 6            | -34          |
| 18        | José Muñiz            | Messico       | -40        | 0            | -40          |
| 19        | Martin Chren          | Slovacchia    | -60        | 0            | -60          |
| –         | Lotfi Tchambaz        | Algeria       | DNF        | DNF          | DNF          |
| –         | Jan Voneš             | Rep. Ceca     | DNF        | DNF          | DNF          |

 Nota: DNF ritirato